# Piney (Arkansas)
Piney – jednostka osadnicza w Stanach Zjednoczonych, w stanie Arkansas, w hrabstwie Garland.